# BioMérieux
BioMérieux — французская компания, производитель диагностических реагентов и оборудования. Штаб-квартира расположена в коммуне Крапон Лионской метрополии.

## История
Марсель Мерьё (Marcel Mérieux) был ассистентом Луи Пастера в последние годы его научной работы. В 1897 году он основал свою лабораторию, позже развившуюся в Институт Мерьё, основной специализацией которого стала разработка вакцин, а также реагентов для выявления патогенов. В 1963 году подразделение реагентов было реорганизовано в компанию BD Mérieux, совместное предприятие института с американской компанией Becton Dickinson. Совместное предприятие возглавил Ален Мерьё, внук основателя института. В 1968 году долю американцев выкупила французская фармацевтическая компания Rhône-Poulenc. В 1974 году компания сменила название на bioMérieux.
В конце 1980-х годов было открыто несколько зарубежных филиалов, также компания начала расти за счёт поглощений. Первым крупным приобретением в 1987 году стала французская компания API Systems, основной её специализацией были системы для идентификации бактерий и проверки их устойчивости к антибиотикам. В следующем году была куплена американская компания Vitek Systems; она была основана в 1960-х годах и первоначально была подрядчиком NASA, занимаясь выявлением бактериального загрязнения космических аппаратов. В 1998 году была поглощена компания Micro Diagnostics, она базировалась в Чикаго и занималась бактериологическим контролем в пищевой промышленности. В 2001 году у AkzoNobel была куплена дочерняя компания Organon Teknika. В 2004 году BioMérieux провела размещение акций на бирже.
Следующими поглощениями были Bacterial Barcodes (2006 год), Biomedics (Испания, 2007 год), BTF (Австралия, 2007 год), AB Biodisk (Швеция, 2008 год), AviaraDx (США, 2008 год), PML Microbiologicals (США, 2008 год), Meikang Biotech (КНР, 2010 год), Shanghai Zenka Biotechnology (КНР, 2010 год), AES Laboratoire (Франция, 2011 год), Argene (Франция, 2011 год), RAS (Индия, 2012 год), BioFire Diagnostics (США, 2014 год), Invisible Sentinel (США, 2019 год).

## Собственники и руководство
Основным акционером компании BioMérieux является Институт Мерьё (ему принадлежит 59 % акций). Институт контролируется фондами семьи Мерьё и холдингом Exor. Институт также контролирует ещё несколько компаний: ABL, Inc. (биотехнологическая компания в Мэриленде, США, 100 %), Mérieux Développement (медицинские исследования, Франция, 100 %), Mérieux NutriSciences (контроль качества продуктов питания, Чикаго и Лион, 70 %), Transgene (иммунотерапия, Страсбург, 60 %).
- Александр Мерьё (Alexandre Mérieux, род. 15 января 1974 года) — председатель совета директоров с декабря 2017 года, в компании с 2005 года.
- Пьер Булю (Pierre Boulud) — генеральный директор с июня 2023 года.

## Деятельность
Компании BioMérieux в 2023 году принадлежало 19 фабрик, из них 8 в Европе (Франция, Италия, Испания), 7 в Америке (США и Бразилия) и 4 в Азии (Китай, Индия и Австралия). Также ей принадлежало 14 научно-исследовательских центров, из них 7 в Европе, 6 в Америке и 1 в Азии
Компания производит реагенты и оборудование (автоматические анализаторы) для проведения следующих исследований (по состоянию на 2023 год):
- молекулярная биология — выявление генетических последовательностей молекул ДНК или РНК, свойственных определённым бактериям, вирусам или клеткам; 39 % выручки;
- микробиология — культивирование бактерий из биологических образцов; 34 % выручки;
- промышленность — микробиологический контроль в пищевой, фармацевтической и косметической отраслях промышленности; 16 % выручки;
- иммуноанализ — проведение реакции антиген—антитело; 10 % выручки;
- другое — 1 % выручки.

Выручка компании за 2023 год составила 3,67 млрд евро, её распределение по регионам: Северная Америка — 44 %, Южная Америка — 6 %, Европа, Ближний Восток и Африка — 32 %, Азиатско-Тихоокеанский регион — 17 %.